# Rudolph Schmidt
Peter Carl Rudolph Schmidt (født 25. juli 1836 i København, død 5. april 1899 sammesteds) var en dansk forfatter. Han kendes som Rudolph eller Rudolf Schmidt.

## Uddannelse
Schmidt var uddannet boghandler og tog studentereksamen i 1861 på trods af, at Johan Ludvig Heiberg ikke så nytten deraf. Han blev optaget på Københavns Universitet, hvor han studerede filosofi.

## Forfatter og debattør
I sin fritid læste han i sin tidlige ungdom meget, især digte, og som ganske ung fik han i 1853 opført skuespillet Frits i sin Lejr på Det Kongelige Teater, uden det dog opnåede større succes. Han fik i 1858 udgivet digtsamlingen Et Ungdomsliv og i 1859 tragedien Alfsol. I sin tid på universitetet deltog han ivrigt i debatten om tro og viden, og han sluttede sig til filosoffen Rasmus Nielsen. I 1863 udgav han Digtninger, men helligede sig derpå striden mellem Nielsen på den ene side og Georg Brandes og Henrik Scharling på den anden side. I den forbindelse skrev han indlæg som "Om Tro og Viden, som absolut uensartede Principper", "Om Selvmodsigelsen i Prof. R. Nielsens Lære" og "R. Nielsens Filosofi og den Grundtvigske Lære af Gs" (alle 1867). 1869-73 var han sammen med Rasmus Nielsen og Bjørnstjerne Bjørnson redaktør på tidsskriftet For Idé og Virkelighed, som han også skrev artikler til.
I 1874 genoptog han sin skønlitterære skrivevirksomhed samtidig med, at han var manuduktør i filosofi. Han udgav i denne periode samlingen Ældre og nyere Digte og fik opført skuespillet Den forvandlede Konge på Det Kongelige Teater i 1876. Stykket opnåede stor succes, mens En Opvækkelse fra samme år ikke blev særlig vel modtaget.
Han modtog Det anckerske Legat og rejste for det til Paris, og efter denne rejse kastede hans sig over novellegenren. Han fik udgivet en række novellesamlinger og skrev flere skuespil, og sammen med litteraturkritik, oversættelser og introduktioner til fx Walt Whitman gav de ham en vis berømmelse. Imidlertid indtog han ofte egne standpunkter og sammen med en stærk selvfølelse gjorde det, at Schmidt ikke opnåede varig berømmelse.